# 桐原氏
桐原氏（きりはらし）は、日本の氏族の一つ。

## 丹党の桐原氏
武蔵七党の一つ丹党から派生した氏族の桐原氏である。『姓氏家系大辞典』ではこの氏族の発祥の地を、上野国山田郡桐原村ではないかと推測している。

## 概要
常陸国の佐竹氏の家臣の系譜の一つ、『諸士系図』に桐原氏が見え、佐竹義宣の秋田転封に桐原茂左衛門が随行したと記録がある。また、同じく『諸士系図』別流の桐原氏を載せる。
もう一方の桐原氏の本姓は平氏。家系は桓武平氏の祖 高望王の子 平良文の5代目 鎌倉景正（鎌倉氏）の流れを汲む大庭氏の分流で、現在の藤沢市桐原が本貫という。佐竹家臣としての桐原氏がはじめて確認されるのは桐原弥二郎景永であり、天永年間に没したという。景永の子には四子あり、それぞれ弥二郎景広、蔵人秀貞、助進秀兼、太郎右衛門景光といった。景広の一子は須田盛秀より諱を授けられ弥二郎秀景と名乗り、主君 義宣の秋田転封に随行、秋田藩内に采地50石を賜る。秀貞の家系は須賀川城主 須田氏の家臣となり陸奥国須賀川に住んだ。また、秀兼の一子 助之允景綱も秋田に随行し、平鹿郡横手に住んだという。景綱の跡は木村直通の子が養子となり弥十郎景直と名乗ったという。景光の家系は水戸に住んだとされる。

## 系譜
1. 1 2  太田 1934, p. 2000.
2. ↑  常陸太田市史編さん委員会 1982, p. 188.

桐原氏の系譜は次の通り。
- 桐原茂左衛門-茂兵衛-正備-茂平太※料理人として仕うという。
- 桐原景永-景広-秀景-景信-景親-景渡 ※横手で80石を受けるという。

## 尊王志士・義民たる桐原氏
- 桐原哲蔵 小十人組。桐原源五郎重浪の次男。諱は重綱。天狗党の乱にて天狗勢に加わり、元治元年（1864年）10月5日、那珂湊峰山にて討ち死にした。享年28。靖国神社合祀[2]。
- 桐原虎之介 那珂郡野口村の百姓。天狗党に加わり、元治元年（1864年）9月12日、鹿島郡大船津で斬首となる。靖国神社合祀[3]。
- 桐原幸吉 常陸国那珂郡照田村の百姓。慶応元年（1865年）6月2日、江戸佃島で獄死する。靖国神社合祀[4]。